# Ernest Louis van Hardenbroek van Lockhorst (1829-1877)
Ernest Louis baron van Hardenbroek van Lockhorst (Sterkenburg, 19 januari 1829 - Leusden, 23 april 1877) was telg uit het geslacht Van Hardenbroek, landeigenaar, advocaat, burgemeester en conservatief lid van de Tweede Kamer der Staten-Generaal.

## Biografie
Ernest Louis van Hardenbroek was een zoon van landeigenaar, notabele en Utrechts Statenlid Gijsbert Carel Duco van Hardenbroek en Reinarda Hendriks, genaamd Van der Glindt. Hij studeerde Romeins en hedendaags recht aan de Hogeschool te Utrecht en werd advocaat (1853-1863) en rechter-okaarsvervanger (1856-1859) in Amersfoort. In 1855 trouwde hij in Zeist met jonkvrouw Sophia Adriana Joanna Huydecoper, met wie hij zes zoons en vier dochters kreeg. Een van zijn zoons was burgemeester van Domburg, Noordwijk en Rijswijk, een andere was burgemeester van Nederhemert. Een van zijn dochters trouwde met een broer van de latere minister Willem Hendrik de Beaufort, een andere trouwde met een zoon van het Tweede Kamerlid Willem Jan Roijaards van den Ham en een derde met het Eerste Kamerlid Gijsbert Carel Duco van Hardenbroek van Hardenbroek. In 1859 verkreeg hij de titel Heer van Lockhorst, bij legaat van zijn oom.
Vanaf 1859 was hij lid van de Provinciale Staten van Utrecht, en tussen 1863 en 1868 was hij secretaris en burgemeester van Leusden en Stoutenburg.
Vanaf 1866 was Van Hardenbroek van Lockhorst lid van de Tweede Kamer, waar hij zich conservatief dan wel gematigd opstelde, vrij zelden sprak, maar dan vooral over landbouwaangelegenheden (bestrijding van veeziekten), de spoorwegen en het armbestuur. Met een kleine onderbreking in 1868 was hij lid tot 1874, toen hij vanwege zijn gezondheid ontslag nam.